# Пјалица
Пјалица (рус. Пялица) река је која протиче источним делом Кољског полуострва на подручју Мурманске области Русије. Протиче преко територија Ловозерског и Терског рејона. Свој ток завршава на Терској обали Белог мора.
Свој ток започиње у мочварном подручју на надморској висини од око 240 метара. У њеном кориту се налазе бројни брзаци и мањи водопади. Најважнија притока је река Уст Пјалка.
Укупна дужина водотока је 92 km, док је површина сливног подручја око 946 km². Просечан проток у зони ушћа је 11,92 m³/s. Максималан проток измерен је у мају 1955. године и имао је вредност од 90,1 m³/s.
На ушћу се налази истоимено село Пјалица са 17 становника (по подацима из 2010).